# セラフィムコール
『セラフィムコール』 (Seraphim Call) は、メディアワークス刊行のゲーム系雑誌『電撃PCエンジン』『電撃G'sエンジン』『電撃G'sマガジン』で実施されていた読者参加企画、およびそれを原作とするテレビアニメ作品。

## 本誌連載
横浜市沖の東京湾上に造成された人工島の近未来都市「横浜ネオ・アクロポリス」に住む11人のヒロインとの恋愛がテーマである。
この企画は、『女神天国』から電撃PCエンジンの看板連載の座を受け継ぐ形でスタートした。連載開始時のタイトルは『読者参加LOVE ROMANCE・セラフィムコール』で、キャラクターデザインに当時『あすか120%』のキャラクターデザインなどで人気急上昇中であった七瀬葵を起用した。ワールドデザインを務めた近永健一はページ内のミニコミックも担当している。
当時の企画としては珍しく、世界設定は明確に作られていた。
『電撃PCエンジン』1996年4月号より開始され、その後、同誌が『電撃G'sエンジン』『電撃G'sマガジン』と2度改題されてからも企画は続けられた。『電撃G'sマガジン』1998年8月号掲載分でこの企画は終了。テレビアニメ化されたのは本誌での連載が終了した後であり、読者参加企画自体は既に終了していたが『電撃G'sマガジン』1999年3月号から2000年2月号までの表紙を飾った。

### 誌上ゲーム
ヒロインを「α」「β」の2班に分けて隔月連載のローテーションを組むという斬新な試みが導入されているが、これは本来テストバージョンであり、半年の連載を終えた後に正式バージョンで再開する予定だった。そのため、人気最下位のヒロインがいなくなったり、新ヒロインが登場する可能性も告知されていた。しかしこれらの構想はいずれも実現しなかった。なお、最初期には「β」は「Σ」と呼称されていた。
誌上ゲーム「α」は本誌偶数月号、「β」は奇数月号に各3回実施。それぞれの第4回における結果発表を以て終了した。
内容は、参加者がデートに誘うヒロインとそのデートスポット、そしてリアクションの選択を専用のハガキを通じて行うというものだった。それぞれ5つの選択肢が用意された5つの設問を順に突破していく形式で、さらに強制脱落させる「突発イベント」を回避するためのラッキーポイントも5つの中から選ぶ必要があった。優勝者には誌上デート権と七瀬葵サイン入りテレホンカードが、2位から5位の優秀者にもオリジナルグッズが進呈された。

### ミニヒート
ゲーム終了後の1996年12月号に、ファンページ「セラフィムガーデン」がカラー化して独立し、ここからは「α」「β」の区別は無くなった。
さらに、12月号での予告を経て1997年1月号からは、ネオ・アクロポリスで流行しているロボット格闘技「バトルヒート」（PC-FXの同タイトルゲームとは無関係）を小型ロボットで再現した遊戯「ミニヒート」が開始した。これまでとは一見、無関係そうに見える設定だが、アニメ版では凛堂あやかが操縦するメカなどにその影響が見られる。
参加者は「ヒートクイーン」と呼ばれるようになったヒロインの愛機を作成する。耐久力・攻撃力・防御力・機動力の4パラメータが合計10になるように振り分け、そこに選んだヒートクイーンによって若干の能力補正が加わる。あとは参加者同士で1対1の戦いを行い、勝ち残ったものが誌上で表彰される形式だった。ただし、これといった賞品は無かった。
本連載の紹介コミックでは、ヒートキングを名乗る右目に眼帯を巻いた男が案内役を務めた。彼は「ヒートキングのお宅訪問」というタイトルの1ページコミックでヒロイン紹介もこなしている。1997年5月号から凛堂あやかが彼の相方を務めるようになり、1998年1月号でミニヒートが終了するまで2人でドタバタ劇を繰りひろげた。

### セラフィムガーデン
1998年2月号からはゲーム要素が無くなり、完全にファンページ一本となった。同年8月号まで連載は続いた。

## 登場人物

### セラフィムコールα
橘 うらら（たちばな うらら）
声 - 山本麻里安
1月19日生まれ（やぎ座）のA型。身長158cm、体重45kg。 B 81 / W 55 / H82
家族構成…母
光祥学園高等部1年生。動物が好きで、特にリスとは大の仲良し。尊敬する父を10歳で亡くし、現在は母親と同居。自分がしっかりしなければという思いが強く芯がしっかりしている。父が設計したアクロポリスをよりよくしようと設計を勉強している。自分をしっかり持っていて、優しく包み込んでくれる人が好みのタイプ。
テレビアニメ版では、ファザコン気味のところがあり、7年前に死んだ父親（声 - 井上和彦）の呪縛から逃れることが出来ない。そのため、同年代の幼馴染の愛にも応えることが出来なかった。しかし、やがて父親の幻影からの自立を始める。
栗本 雪菜（くりもと ゆきな）
声 - 笠原弘子
6月28日生まれ（かに座）のA型。身長158cm、体重44kg。 B 79 / W 54 / H80
家族構成…父、母、兄、弟
光祥学園高等部3年生。子供のころから宇宙や生態についての専門書を読んでいた自称発明家。小学校高学年の頃から日夜研究に明け暮れるが、何の研究かは不明。真面目で内気ということもあり、行動的で明るい男性が好み。ただ、科学以外の話題だとあがってしまい上手く話せない。
テレビアニメ版では、高校生ながら、天才科学者でもある。極度の男性恐怖症で、男性の顔を見ると気を失ってしまう。警察から爆破プログラムの解除を依頼されるが、警察官と顔を合わせるたびに気を失ってしまう。
寺本 たんぽぽ（てらもと たんぽぽ）
声 - 川田妙子
2月25日生まれ（うお座）のO型。身長143cm、体重32kg。 B 73 / W 49 / H73
家族構成…父、母、兄
光祥学園中等部1年生。明るくて天然ボケだが、IQは高い。巨大な熊のぬいぐるみ（名前はバーニーちゃん）がお気に入りで、寝る時にも手放せない。他にも熊を中心としてぬいぐるみを多く持っており、部屋はおとぎの国のようである。ぬいぐるみの自作もしており、トレードマークの頭の大きなリボンも自作。兄のように優しく、ぬいぐるみを大切にしてくれる人が好み。
テレビアニメ版では、親衛隊が出来るほど人気の美少女だが、自分のぬいぐるみに名前をつけて話しかけている夢見がちな少女。そのため、友達に恋の相談をされても自分が何を相談されているのか分からず、相手を怒らせてしまう。
紅 かすみ（くれない かすみ）
声 - 浅川悠
2月1日生まれ（みずがめ座）のAB型。身長170cm、体重52kg。 B 87 / W 62 / H90
家族構成…父、母
18歳。アクロポリス市内のどこかの学校の生徒（某進学高の特待生という説がある）らしいが、真相は謎。孤独を好み、学校へはほとんど行かずに趣味のバイクで海を眺めに行っている。不良っぽい外見と学生とは思えない大人っぽさに各校の女生徒が熱を上げる。責任感の強い男性が好み。
テレビアニメ版では、19歳。アクロポリス市内では伝説的な少女で、女の子たちから熱狂的に崇拝されている。しかし、かすみにまつわる伝説には誇張されたものや捏造されたものが多く、彼女自身は迷惑に思っている。かつては彩乃の教え子だったらしい。
村雨 紫苑・村雨 桜（むらさめ しおん・むらさめ さくら）
声 - 長沢美樹（紫苑）、西村ちなみ（桜）
ともに9月19日生まれ（おとめ座）のO型。身長157cm、体重44kg。 B 80 / W 55 / H80
家族構成…祖母、父、母
光祥学園高等部2年生。ポリスを設立した暁光院財団の分家、名門村雨家（ふたりのために光祥学園を設立したほど）の双子姉妹。ポリスを理想郷として再生しようとする紫苑に桜は心を痛めており、片時も離れない。好みのタイプは姉妹ともに不明。
テレビアニメ版では、どちらも聖祥学院高等部2年生。紫苑は、アクロポリス開発公社副総裁の父と実業家の母を持ち、自らも選ばれた者であると自認しているとともに桜を深く愛しているが、自分の親族以外の人間を見下しているところがある。桜は、姉より穏やかな性格だが、時折、平然と大胆な行動を取ることもありつつ、姉を崇拝している。

### セラフィムコールβ
桜瀬 ちなみ（おうせ ちなみ）
声 - 矢島晶子
7月4日生まれ（かに座）のA型。身長156cm、体重42kg。 B 87 / W 56 / H86
家族構成…父、弟、妹
海邦高校1年生。お菓子が大好きで、いつも自作のクッキーを持ち歩いては食べている。両親が離婚したことで弟・妹の面倒を母親代わりに見てきたこともあり、料理・裁縫が得意で、家庭的で優しい。ただし、離婚したことなどは全く気にしていない。世話を焼くのが大好きということもあり、ちょっぴりやんちゃで母性本能をくすぐるような男性が好み。
テレビアニメ版では、洋菓子職人を目指す少女。一時は夢を諦めようとするが、今は離婚して別居している母の愛に教えられ、夢を取り戻していく。天然ボケな性格で、彼女のボケぶりはくるみの漫画のネタに使われている。
松本 くるみ（まつもと くるみ）
声 - 川澄綾子
2月4日生まれ（みずがめ座）のAB型。身長158cm、体重48kg。 B 85 / W 63 / H90
家族構成…父、母、姉
海邦高校2年生。だが、某有名少年誌に連載をもつ漫画家でもある（これは、学校や友人には秘密にしている）。連載のことを考えているためか、学校ではボーっとしていることが多く、実際にちょっとどんくさいところがある。感受性が強く、ちょっとしたことでも「じょ〜っ」と涙を流す。準主役的なかっこよい人、熱血漢というよりはここ一番で底力を出せるようなタイプが好み。
テレビアニメ版では、短期間の間、同居することとなった少年・サトシ（声 - 鳥海勝美）から、自分の漫画が現実から遊離した内容であることを指摘される。漫画のネタを探すために、ちなみの後を追っているうちに彼女と「付き合う」羽目になる。
凛堂 あやか（りんどう あやか）
声 - 佐久間レイ
9月19日生まれ（おとめ座）のB型。身長148cm、体重36kg。 B 75 / W 53 / H77
家族構成…父、母
聖祥学院中等部3年生。八重歯がチャームポイント。運転手つきのリムジンで登校するほどの金持ちである。周りの人と接する時はネコをかぶってはいるが、心の中ではちょっと見下したりもしている。また、父親に甘やかされたためか気に食わないことがあると父に言いつけると騒いで逃げ出したりウソ泣きをしたりもする。だが、絶対的な権力には弱く、叱りつけてくれる人には脆かったりもする。
テレビアニメ版では、大富豪の娘で、召使たちと「アクロポリス国際救助隊」を結成している。気まぐれに付き合わされている召使たちも面白がっており、召使たちには結構慕われている。村雨姉妹とはあまり仲が良くない。
楠 初摘（くすのき はつみ）
声 - 伊藤栄味子
8月10日生まれ（しし座）のB型。身長165cm、体重48kg。 B 83 / W 52 / H84
家族構成…父、母、兄、弟
海邦高校3年生。陸上部所属で1年次からインターハイ（ハイジャンプ）に出場。均整の取れたスタイルだが、当人はプロポーションに自信を持っていないためにビキニの水着は嫌っている。活発で行動派だが、口数は少なくスカしたところがある。かわいいアクセサリーを集めるも、照れくさくて付けられない。物静かで文学少年のような知的な人が好み。
テレビアニメ版では、ボーイッシュな容姿にコンプレックスを持ち、女の子らしい格好をしたいと思いつつも出来ないでいた。そんな時、初摘の中に潜む女性的な美しさに着眼したみやびにヌードモデルになるよう持ち掛けられる。
柊 彩乃（ひいらぎ さえの）
声 - 鶴野恭子
11月10日生まれ（さそり座）のAB型。身長164cm、体重49kg。 B 92 / W 62 / H93
家族構成…父、母
海邦高校英語教師。25歳。大学在学中にハーバード大学に留学し、首席で卒業。数学を専攻するも、聖域と考えているので職業とするにはプライドが許さなかった。クールで知的ということもあり、多くの男女生徒が惹かれている。同居の両親からは結婚のことで問い詰められるが、数学の研究を続けたいので教師を続けるという名目でお見合いから逃げている。とにかく完璧な男性が好み。
テレビアニメ版では、26歳。アカデミアの数学者・ローゼンクランツに出会い、数学研究の面白さに目覚めて数学の研究を志し、一時は新進数学者として期待される。しかし、彩乃にとって数学とはローゼンクランツとの間の絆に他ならず、そのことを自覚した彼女は真に数学を愛するローゼンクランツの弟子である資格はないと考え、高校の英語教師となって数学から離れる。

## 用語説明
横浜ネオ・アクロポリス
東京湾に浮かぶ人工の島。「人と海の調和」をテーマに、海洋実験都市のプロトタイプとして、海洋技術庁、海洋資源開発公団、そして暁光院財団が共同で開発を行った。通称「ポリス」。
規模は半径10km、中心角120度の扇型の形状をしており、総面積は約105平方キロメートル。総人口は49036人（2000/1/1現在）。住民の大半は開発公社の関係者とその家族。
ポリス内は光ファイバーのネットワークが構築され、テレビ電話（ヴィジホン）が普及している。交通手段はリニアの電車（リニア・オートビートル）やバスに限られ、内燃機関（通常タイプのエンジン）は禁止されている。
都市運営はネオ・アクロポリス開発公社（通称：公社）が行っている。これは半官半民の第3セクターで、通常の行政に加え、警察の役割を果たす「ガード」、消防・救急の「レスキュー」も併設している。
海邦高校
公立の共学校で、スポーツの盛んな学校として全国にその名を知られている。光祥学園・聖祥学園と並んでポリスの3大名物校となっている。
スポーツ学科があるのではないかと思われがちだが、学科は普通科のみ。スポーツが盛んではあるが学力は全国平均から見ても低いわけではない。他の学校に比べるとスポーツを行う設備が整っていたり、体育の時間が多めではあるが、海邦高校がスポーツの盛んな学校になってから形どられたものである。体育の授業の中には通常のカリキュラムの他に、男子は空手、女子はなぎなたが含まれている。
スポーツに強い理由としては、立地条件も挙げられ、海邦高校の裏にはポリス唯一の山であるオリンポスが含まれ、ここの坂道や石段の登り降りなどは足腰を鍛えるのにうってつけの場所であり、石段を上った所に弓道場など各種武道場が設立されている。
スポーツが盛んになるにつれ、地元企業として、ネオ・アクロポリスに関与している各種大手企業からの多額の寄付金が入り、それがさらに設備を整える事ができる循環ができている経済面、全国的に有名になったために一層優秀な選手が入学するという人材面からも、スポーツの盛んな学校としての地位をより高めており、オリンピックに5名が出場するという快挙を成し遂げた。
在籍者は楠初摘（3年）、松本くるみ（2年）、桜瀬ちなみ（1年）、柊彩乃（英語教師）。
バトルスタジアム
人型のロボットを戦わせる「バトルヒート」の会場。
「バトルヒート」とは最近始まったばかりのスポーツで、ほぼ人間大の大きさの人型ロボットが、特設リングの上で戦う。リングの大きさは一辺12メートルの六角形で、外側には防護用のシールドが張り巡らされ、観客に被害を及ぼさないように設計されている。
試合は1試合当たり30分1本形式で、リーグ戦となっている。週に2回、水曜と土曜に試合が組まれており、今シリーズは16チームがエントリーされており、約8週間の激闘を繰り広げる。4月から前期シリーズ、8月から後期シリーズか開催され、両シリーズで1位だったチームが11月のチャンピオンシリーズで激突し、年間チャンピオンが決定する。
ハイテクを駆使したこれらのロボットはドラグーンと呼ばれ、人間に近い滑らかな動きが可能となっている。エネルギーには電力を使用していて、バッテリーパックを内蔵。フルチャージのエネルギーを1試合で使い切る。武装は格闘用・近接戦闘用の武器に特に制限はないが、射出武器に関してはビーム兵器を使用し、実体弾の使用は禁止されている。
バトルヒートを運用するためには多額の資金が必要となるため、大抵は企業がスポンサーに付いたチームでの参加となるが、ごくまれにプライベートで参加する選手もいる。
バトルヒートの入場チケットは、裏側がその日の勝ちチームに投票する用紙となっており、オッズに合わせた配当ポイントが与えられ、そのポイントは各種イベント時に現金と同様に使用可能となっている。
現在、バトルヒートのチケットは即日完売のプラチナペーパーとなっており、ネオ・アクロポリスのケーブルテレビの中継では、視聴率平均40%を超すほどの人気となっている。
暁光院家
日本のみならず世界でも有数の資産家であり、横浜ネオ・アクロポリスの設計、開発と常に中心として関わっており、現在もポリスの運営に多大な影響力を有している。
本家はポリスのパークエリアに存在する。ポリスが完成した際に本家もポリスに移ってきたという経歴を持つ。パークエリアの森の中にひっそりと佇んているが、その警備は厳重で、暁光院家私設ガードが24時間警備に当たっている。その他にも訓練された犬や、赤外線カメラ・暗視カメラなどが多数配置されている。
暁光院家の正門をくぐると、車寄せのあるエントランスに入る。本館は全長100メートルに及ぶ2階建てで、迎賓館ばりの洋風建築。本館から放射状に何本もの回廊が伸びていて、そのそれぞれが一族の館に通じるという複雑な構造となっている。
また、暁光院家はトライデントタワーの屋上階のワンフロアを全て私邸として持っていて、暁光院家当主はそこでポリス運営の指揮を執る事も多いと言われる。
噂ではこの家にすごく可愛い娘がいる、との事。
村雨家
横浜ネオ・アクロポリスの2大名家のもう一方。他にも資産家は数多く移り住んでいるが、暁光院家・村雨家は別格として扱われている。元々村雨家は暁光院家の分家筋にあたるが、現村雨家当主には現暁光院家当主の姉が嫁いできていて、一層深い縁を成している。
村雨家は横浜ネオ・アクロポリスのプロジェクト当初から中心として関与してきた。現当主（紫苑・桜の父）は横浜ネオ・アクロポリス設計メンバーの中心人物である。ちなみにポリス設計のメンバーには、橘うららの祖父・父（いずれも故人）が参加していた。
暁光院家が洋風建築なのに比べ、村雨家は純和風で統一されている。竹林に囲まれた平屋建ての広い家であり、庭の池には1匹当たり数百万とも数千万とも言われる錦鯉が何十匹と悠然と泳ぎ、庭を見ながら聞く鹿威しの音色もまた風流を感じさせる。
また、庭の隅には茶室があり、頻繁に茶の湯が立てられている。
双子の妹の桜は性格的に合うのか、茶道や華道、日本舞踊などは師範並みの技量を発揮している。しかし、双子の姉である紫苑は才能はあるのだが、練習とか稽古というものが嫌いなため、自分から進んでやることはあまりない。
ヒロイン達の自宅
面積の割に人口が少なめで、経済的にも余裕のある家庭が多い。
橘うららの家
聖祥学園のすぐそばにある、3軒の集合住宅の1つ。自然を愛するうららに似合う、木を使った自然の雰囲気たっぷりのコテージ風の家。
栗本雪菜の家
こちらも聖祥学園のそばにあり、うららの家のすぐ近く。近代的な作りの家で、地下には雪菜専用の研究室があり、日々怪しげな研究をしているらしい…
寺本たんぽぽの家
まるでお人形の家といった感じの、リリカルでロマンチックでファンタジーな家。オリンポス山の中腹、海邦高校のそばにある。
紅かすみの家
ネオ・アクロポリスの中央を走るセンターライン沿いにある。コンクリートの打ち抜きタイプで、大きなガレージが特徴。中にはかすみ自慢の愛車が…
桜瀬ちなみの家
アクロポリスガーデンのそばにある。両親が離婚しているため、父親・弟・妹と暮らしている。この家はちなみの要望を取り入れて、レンジなどのキッチン周りが大きく、使いやすく作られている。
松本くるみの家
パークエリアにあり、ポリス内では標準的な住宅。玄関から見て左側の2階部分がくるみの部屋で、夜遅く（朝方近くまで）電気がついているのは趣味でもあり職業の漫画のため。
凛堂あやかの家
暁光院家ほどではないにしろ豪邸であり、部屋も30を超え、使用人も30人以上と典型的なお嬢様の家。トライデントタワーの近くにあるが、ポリス内にも別邸が数カ所存在する。家の中からは時々あやかの「お父さまに言いつけてやる〜」の声が聞こえてくるとか。
楠初摘の家
海邦高校すぐ近くのマンションの1室。マンションと言っても4LDKあり、狭いという事はない。スポーツ万能で練習にも熱心な初摘は、スポーツ施設のすぐそばという立地には大満足のようで、しょっちゅういろんな施設に出かけて行ってはスポーツを楽しんでいるようだ。
柊彩乃の家
ポリスの中央を走るセンターラインのすぐそばにあるマンションという、極めて良好な立地条件の場所にある。このマンションの上2フロアが彩乃の家で、最上階に自分の部屋と研究室を持っている。彩乃は学校から帰ってくると、インターネットなどで、趣味である数学の研究に没頭している模様。

## テレビアニメ
1999年10月から同年12月まで、同企画を元にしたテレビアニメ『セラフィムコール』が三大都市圏のテレビ東京系列局3局にて放送された。全12話。
この作品は、ヒロイン11人が2010年に体験した出来事をオムニバス形式で紹介するという内容になっており、最終話ではヒロインたちが一堂に会する。過去に同枠で放送されていた『センチメンタルジャーニー』と同様に、サンライズが製作を担当。
『センチメンタルジャーニー』に『12都市12少女物語』の副題が付いていたように、この作品にも『2010年11少女物語』の副題が与えられていたが、ヒロインたちには同年代の男性との恋愛要素がほとんどない。また、ヒロインたちの年齢層は中学1年生の少女から26歳の女性教師までと幅広い。
各話には、実験的な要素が多く盛り込まれ、SF風、アドベンチャーテイスト、少女アニメ風などさまざまな物語が語られる。

### テレビアニメ版の登場人物
ヒロインについては前述。
高山 警部（たかやま けいぶ）
声 - 立木文彦
第1話・第2話に登場。アクロポリスの警察署の警部。セントラルタワーに仕掛けられた爆破プログラムの解除を雪菜に依頼するが、強面のために彼女を怖がらせてしまう。
みやび
声 - 勝生真沙子
第4話に登場。若手画家。元陸上選手で、海邦高校陸上部の指導も行っている。初摘に女性的な美しさを見出し、それを引き出すために度々ヌードモデルを依頼し、初摘に水泳での勝負を申し込む。
中沢 翔太郎（なかざわ しょうたろう）
声 - 速水奨
第5話・第6話に登場。バイオリニスト。村雨家にラブレターを出すが、肝心の名前の部分がタバコの火によって消されていたため、誰宛の手紙が分からず、村雨姉妹に動揺をもたらすことになる。容姿は画面に現われないが、桜曰く「とてもハンサム」らしい。
ローゼンクランツ先生
声 - 依田英助
第7話に登場。老齢の数学者。円の正方形化の研究をしており、そのことを成し遂げたと証する論文の審査をアカデミアで行っている。柊彩乃の恩師である。
三条 ルル（さんじょう ルル）
声 - 甲斐田ゆき
第9話に登場。不登校の少女。かすみに憧れ、彼女に近づくことで、自分も強くなれると信じている。かすみの伝説を扱ったテレビ番組のリポーターに志願し、彼女の危険な伝説も実践しようとする。

### 主なスタッフ
- 企画・製作 - サンライズ
- 原案 - 電撃G'sマガジン
- オリジナルキャラクターデザイン - 七瀬葵
- 監督 - 望月智充
- シリーズ構成 - 荒川稔久
- アニメーションキャラクターデザイン - 藤井まき
- 音楽 - 多田彰文
- 音響監督 - 小林克良
- 美術監督 - 明石聖子
- 色彩設計 - 加瀬結起
- 撮影監督 - 梅田俊之
- 編集 - 森田清次
- 音楽協力 - テレビ東京ミュージック、イマジン、ビースタック
- 製作協力 - 三菱商事、バンプレスト
- 番組担当 - 岩田牧子（テレビ東京）
- 設定協力 - 北山のり子、松村浩
- プロデューサー - 古瀬和也、赤崎義人

### 主題歌
パイオニアLDCより発売。

#### オープニングテーマ
「pray」
作詞 - 佐々木ゆう子、佐藤ありす / 作曲 - 秋山桃花 / 編曲 - 関根安里 / 歌 - 佐々木ゆう子

#### エンディングテーマ
第12話を除き、毎回その話のヒロインを演じる声優が歌った。
「夢見てもいいじゃない」（第1話）
作詞 - 松宮恭子 / 作曲・編曲 - 岸村正実
「ベビーピンクな朝」（第2話）
作詞 - 葉山みなみ / 作曲・編曲 - 多田彰文
「それから…」（第3話）
作詞 - 貫三優大 / 作曲・編曲 - 多田彰文
「Viva! おんなのこ同盟」（第4話）
作詞・作曲 - 渡辺博子 / 編曲 - 岸本正実
「Now is the time!」（第5話）
作詞 - 松宮恭子 / 作曲・編曲 - 岩崎文紀
「50%のバランス」（第6話）
作詞・作曲・編曲 - さくまひでき
「Return to myself」（第7話）
作詞 - 須藤茉友 / 作曲・編曲 - 多田彰文
「サプライズはヤメられない」（第8話）
作詞 - 葉山みなみ / 作曲・編曲 - 岩崎文紀
「Endless tomorrow」（第9話）
作詞・作曲・編曲 - さくまひでき
「アルバム」（第10話）
作詞・作曲・編曲 - さくまひでき
「Yes it's my true love」（第11話）
作詞 - 貫三優大 / 作曲・編曲 - 多田彰文
「I miss you」（第12話）
作詞・作曲・歌 - ancy / Strings編曲 - 岩崎琢

### 各話リスト
| 話数 | サブタイトル                         | 脚本         | 絵コンテ | 演出     | 作画監督        | 放送日         |
| ---- | ------------------------------------ | ------------ | -------- | -------- | --------------- | -------------- |
| 1    | 栗本雪菜〜眠り姫ぱにっく!〜          | 荒川稔久     | 吉永尚之 | 吉本毅   | 本橋秀之        | 1999年 10月7日 |
| 2    | 寺本たんぽぽ〜マーガリン危機一髪〜   | 村井さだゆき | 望月智充 | 岡本英樹 | 高橋晃          | 10月14日       |
| 3    | 桜瀬ちなみ〜洋菓子の味〜             | 荒川稔久     | 吉永尚之 | 山本恵   | 柳沢テツヤ      | 10月21日       |
| 4    | 楠初摘〜飛翔する天使〜               | 荒川稔久     | 山本裕介 | 山本裕介 | 高橋晃          | 10月28日       |
| 5    | 村雨紫苑〜夢の中の妹へ〜             | 坂本郷       | 望月智充 | 棚橋一徳 | 南伸一郎        | 11月4日        |
| 6    | 村雨桜〜愛の中の姉へ〜               | 坂本郷       | 望月智充 | 棚橋一徳 | 抹茶華 南伸一郎 | 11月11日       |
| 7    | 柊彩乃〜<私>という逆説〜             | 村井さだゆき | 原博     | 原博     | 本橋秀之        | 11月18日       |
| 8    | 凛堂あやか〜アクロポリス国際救助隊〜 | 荒木憲一     | 吉永尚之 | 北崎弥生 | 高橋晃          | 11月25日       |
| 9    | 紅かすみ〜ある少女の伝説〜           | 荒川稔久     | 大森貴弘 | 根岸宏樹 | 浅野文彰        | 12月2日        |
| 10   | 松本くるみ〜リアル・ブルー〜         | 村井さだゆき | 山本恵   | 山本恵   | 高橋晃          | 12月9日        |
| 11   | 橘うらら〜内なる世界の私〜           | 荒川稔久     | 望月智充 | 岡本英樹 | 渡辺明夫        | 12月16日       |
| 12   | 〜セラフィムたちの聖夜〜             | 坂本郷       | 望月智充 | 望月智充 | 本橋秀之        | 12月23日       |

### 放送局
| 放送対象地域 | 放送局     | 系列           | 放送期間                  | 放送日時                     |
| ------------ | ---------- | -------------- | ------------------------- | ---------------------------- |
| 関東広域圏   | テレビ東京 | テレビ東京系列 | 1999年10月7日 - 12月23日  | 木曜 1:45 - 2:15（水曜深夜） |
| 愛知県       | テレビ愛知 | テレビ東京系列 | 1999年10月13日 - 12月29日 | 水曜 1:45 - 2:15（火曜深夜） |
| 大阪府       | テレビ大阪 | テレビ東京系列 | 1999年10月13日 - 12月29日 | 水曜 2:15 - 2:45（火曜深夜） |

| テレビ東京 木曜 1:45 - 2:15（水曜深夜）                     | テレビ東京 木曜 1:45 - 2:15（水曜深夜）             | テレビ東京 木曜 1:45 - 2:15（水曜深夜）                                   |
| 前番組                                                      | 番組名                                              | 次番組                                                                    |
| ----------------------------------------------------------- | --------------------------------------------------- | ------------------------------------------------------------------------- |
| しもじま （1999年7月8日 - 1999年9月30日） ※月曜1:15枠へ移動 | セラフィムコール （1999年10月7日 - 1999年12月23日） | ブギーポップは笑わない Boogiepop Phantom （2000年1月6日 - 2000年3月23日） |

### DVD
パイオニアLDCより、本作を各話1巻ごとに収録したDVD計12巻が発売された。1クールのアニメとしては考えうる限り最多の巻数と思われたが、この記録は後に同誌の読者参加企画から誕生したアニメ『シスター・プリンセス 〜リピュア〜』に破られることになる（同作品は全13話でDVD全16巻）。
メディア・ブラスターズより発売された北米版のDVDでは、これとは対照的に全話を2枚組のDVD全1巻に収録するという形式が採られた。